# Xã Lima, Quận LaGrange, Indiana
Xã Lima (tiếng Anh: Lima Township) là một xã thuộc quận LaGrange, tiểu bang Indiana, Hoa Kỳ. Năm 2010, dân số của xã này là 2.507 người.